# Campeonato Tocantinense de Futebol de 2020
O Campeonato Tocantinense de Futebol de 2020 foi a 28ª edição da principal competição de futebol do estado do Tocantins. O campeonato teve início no dia 25 de janeiro de 2020, e terminou em 14 de fevereiro de 2021. Em 18 de março, a Federação Tocantinense de Futebol suspendeu o campeonato por tempo indeterminado devido à pandemia de COVID-19.

## Regulamento[4]
O Campeonato Tocantinense de Futebol de 2020 é disputado em três fases: 
- a) 1ª Fase – 8 equipes jogam entre si, dentro do grupo "A", apenas com jogos de ida
- b) 2ª Fase – Semifinal
- c) 3ª Fase – Final

O Campeonato será disputado em três fases, sendo a primeira com oito times dentro do grupo “A”, apenas com jogos de ida e somatória de pontos, classificando para segunda fase, dentro as quatro associações que somar o maior número de pontos ao final da primeira fase, totalizando quatro equipes classificadas para disputa da segunda fase.
Já na segunda fase, semifinal, as quatro equipes, classificadas na primeira fase, serão distribuídas em dois grupos de duas equipes, conforme tabela, denominados como “B” e “C”, que jogarão entre si em jogos de Ida e Volta conforme tabela, dentro de seus respectivos grupos e somatória de pontos, classificando-se as vencedoras de cada grupo, totalizando duas equipes classificadas para disputarem a fase final.
Na fase final, as equipes vencedoras na fase anterior jogarão entre si em jogos de ida e volta, dentro do grupo "D", havendo empate em pontos e saldo de gols, será dado dois tempos de 15 minutos (prorrogação) e persistindo o empate, a decisão irá para os pênaltis, o campeão disputará a Copa do Brasil de 2021, Série D de 2021 e Copa Verde de 2021. O vice-campeão disputa apenas a Série D de 2021 e Copa Verde de 2021.

### Critério de desempate
Os critérios de desempate foram aplicados na seguinte ordem:
1. Maior número de vitórias
2. Maior saldo de gols
3. Maior número de gols pró (marcados)
4. Confronto direto (somente entre dois clubes)
5. Sorteio

## Semifinal
Em itálico, o time que possui o mando de campo no primeiro jogo do confronto e em negrito o time vencedor do confronto.
| Equipe 1       | Total       | Equipe 2   | 1.º jogo | 2.º jogo |
| -------------- | ----------- | ---------- | -------- | -------- |
| Araguacema     | 0–1         | Palmas     | 0–1      | 0–0      |
| Tocantinópolis | 2–2 (4–2 p) | Interporto | 0–0      | 2–2      |

## Final
Em itálico, o time que possui o mando de campo no primeiro jogo do confronto e em negrito o time vencedor do confronto.
| Equipe 1       | Total | Equipe 2 | 1.º jogo | 2.º jogo |
| -------------- | ----- | -------- | -------- | -------- |
| Tocantinópolis | 3–4   | Palmas   | 3–3      | 0–1      |

## Premiação
| Campeonato Tocantinense de Futebol de 2020 |
| ------------------------------------------ |
| Tocantins                                  |
| Palmas Campeão (8º título)                 |

## Técnicos
| Equipe                   | Técnico                                                                              |
| ------------------------ | ------------------------------------------------------------------------------------ |
| Araguacema               | Wicelmo Rodrigues (1ª—6ª) Carlos Magno (7ª—)                                         |
| Atlético Cerrado         | Maizena (1ª—6ª) Felipe Rodrigues (7ª—)                                               |
| Capital                  | Nogueira (1ª—)                                                                       |
| Interporto               | Roberto Oliveira (1ª—)                                                               |
| Nova Conquista/Miranorte | Léo Rios (1ª—)                                                                       |
| Palmas                   | Alexandre Gomes (1ª—1° jogo das Semi finas) Robson Tavares (2° jogo das Semi finas—) |
| Sparta                   | Fernando Brasília (1ª—)                                                              |
| Tocantinópolis           | Neto Costa (1ª—)                                                                     |

### Mudança de Técnicos
| Clube            | Antecessor        | Motivo                   | Data         | Última partida                      | Rod       | Pos | Sucessor         | Ref.        |
| ---------------- | ----------------- | ------------------------ | ------------ | ----------------------------------- | --------- | --- | ---------------- | ----------- |
| Atlético Cerrado | Maizena           | Contratado pelo Elosport | 2 de março   | Tocantinópolis 3-0 Atlético Cerrado | 6ª        | 8°  | Felipe Rodrigues | [ 5 ] [ 6 ] |
| Araguacema       | Wicelmo Rodrigues | Demitido                 | 4 de março   | Araguacema 0-0 Nova Conquista       | 6ª        | 4°  | Carlos Magno     | [ 7 ]       |
| Palmas           | Alexandre Gomes   | Substituído              | 17 de agosto | Araguacema 0-1 Palmas               | semifinal | 1°  | Robson Tavares   | [ 8 ] [ 9 ] |